# YELL/JOYFUL
《YELL/JOYFUL》（日语：YELL/じょいふる）是日本樂隊生物股長的第15張單曲，於2009年9月23日由Epic Records Japan Inc.發售。

## 發行與宣傳
《YELL/JOYFUL》是一張雙A面單曲。單曲距離前作《螢之光》發行約2個月，是生物股長在2009年發行的第3張單曲。單曲在初回期間附有「生物卡片014和015」和「生物股長將『YELL』送出 購買者應徵抽獎明信片（“いきものがかりが「YELL」を贈りに行きます！”ご購入者応募抽選ハガキ）」。首周銷量和累積銷量都超過當時最高的單曲《青鳥》。 這亦是組合首張累積銷量超過10萬張的單曲。
生物股長以這張單曲首次於Oricon公信榜日榜獲得第1位，並於同一周取得周榜第2位。
《YELL》是NHK節目《大家的歌曲》8月、9月份的主題曲，以及2009年度「NHK全國學校音樂大賽」初中組的必選曲。《JOYFUL》是江崎固力果百奇的廣告歌曲。

## 歌曲
單曲收錄了兩首A面曲，分別是《YELL》和《JOYFUL》（じょいふる）。由於兩首歌曲風格迥異，成員水野良樹後在專輯《啟程之歌》發行時期（2009年尾）接受訪問時，有這兩首歌能夠共存「真的十分不可思議」、「我們最近對吉岡能把兩首完全相反的歌都唱出來的厲害聲線刮目相看」 等等的評價。
《YELL》在日本是一首相當知名的畢業歌曲。在Oricon的「畢業歌曲排行榜」上，2010年得第10位，2011年得第6位，2012年得第2位。《JOYFUL》風格跟《YELL》完全相反，是一首十分跳脫的歌曲。在訪問中，水野良樹說這是他「非常振奮地寫下的歌曲」，吉岡聖惠亦說「（歌曲）拿來時給嚇了一跳」。

## 反應
2009年12月31日，生物股長參與了第60回NHK紅白歌合戰的演出，為他們第2次出席紅白歌合戰，其中跟中學生合唱團合唱一曲，演唱的正是《YELL》。 組合亦憑《YELL》獲得第51屆日本唱片大獎的優秀作品獎和第42屆日本有線大獎的有線音樂優秀獎。

## 收錄曲目
| CD   | CD                    | CD       | CD                     | CD   |
| 曲序 | 曲目                  | 词曲     | 编曲                   | 时长 |
| ---- | --------------------- | -------- | ---------------------- | ---- |
| 1.   | YELL                  | 水野良樹 | 松任谷正隆             | 5:55 |
| 2.   | JOYFUL（じょいふる）            | 水野良樹 | 田中ユウスケ、近藤隆史 | 3:15 |
| 3.   | YELL -instrumental-   | －       | －                     |      |
| 4.   | JOYFUL -instrumental- | －       | －                     |      |

## 翻唱
- 香港歌手陳柏宇曾經用粵語翻唱過《YELL》，名為《原諒我要高飛》，收錄在於2010年發行的專輯《Put On》中。[13]
- 台灣歌手王心凌曾經用國語翻唱過《YELL》，名為《下一頁的我》，收錄在於2011年專輯《(黏黏)²》中。
- 日本歌手Frances Maya亦曾翻唱過《YELL》，收錄於2012年專輯《Lovers Time ～J-Covers～》中。[14]

## 外部連結
- 生物股長官方網站（日語）
- Sony Music（日語）